# Dennis Wojda
Dennis Wojda, ps. „Dennissimo” (ur. 3 marca 1973 w Sztokholmie) – polski rysownik, ilustrator, scenarzysta komiksowy. 
Dennis Wojda ukończył studia na Wydziale Grafiki Akademii Sztuk Pięknych w Warszawie.
Jest scenarzystą komiksów Mikropolis, Przewodnik turystyczny oraz Moherowe sny (rysunek Krzysztof Gawronkiewicz), rysownikiem i scenarzystą komiksu internetowego 336 kadrów. Stale współpracuje z rysownikami: Tomaszem Lwem Leśniakiem, Przemysławem Truścińskim, Jakubem Rebelką, Sebastianem Skrobolem oraz Robertem Służałym. Publikował w „Gazecie Wyborczej”, „Aktiviście”, „Exklusiv”, „Bravo”, „Ślizgu”, „Ha!arcie”, „Arenie Komiks”, „AQQ”.
Jest dwukrotnym zdobywcą Grand Prix Międzynarodowego Festiwalu Komiksu i Gier w Łodzi, pierwszy raz w roku 2000 za Krzesło w piekle (wraz z Krzysztofem Gawronkiewiczem), drugi raz w roku 2001 za komiks Pantofel panny Hofmokl (wraz z Krzysztofem Ostrowskim). Jest także zdobywcą pierwszej nagrody Międzynarodowego Festiwalu Komiksu i Gier w Łodzi w roku 2012 za komiks Ghost Kids: the ribbon (wraz z Sebastianem Skrobolem). W roku był 2004 nominowany do nagrody programu Pegaz w kategorii „Sztuka”.